# Краєвид в околицях Оранієнбаума
«Краєвид в околицях Оранієнбаума» (рос. «Вид в окрестностях Ораниенбаума») — картина російського художника Олексія Саврасова, написана в 1854 році. Вона є частиною зібрання Державної Третьяковської галереї (інв. 824). Розмір картини — 78 × 118 см.

## Історія
У 1854 році низка картин Олексія Саврасова демонструвалася на виставці в Московському училищі живопису й скульптури. Цю виставку відвідала велика княгиня Марія Миколаївна, яка в той час була президентом Імператорської Академії мистецтв. Марії Миколаївні сподобалися роботи Саврасова (одну з яких, «Чумаки», вона купила), й вона запросила його в свою заміську резиденцію, яка була між Петергофом і Оранієнбаумом, неподалік від узбережжя Фінської затоки.
Там же, в районі дачі Марії Миколаївни, Олексій Саврасов написав «Краєвид в околицях Оранієнбаума» й низку інших картин, які восени 1854 року експонувалися на виставці Імператорської Академії мистецтв. За дві картини з цієї серії — «Краєвид в околицях Оранієнбаума» і «Морський берег в околицях Оранієнбаума» — 24-річному художнику було присвоєно звання академіка.
Картина «Краєвид в околицях Оранієнбаума» була придбана Павлом Третьяковим в 1858 році. Вона була першою картиною Саврасова, придбаною Третьяковим, і відноситься до його найбільш ранніх придбань.

## Опис
У центрі картини зображена галявина, освітлена яскравим сонячним світлом. Праворуч від неї видно дерева й валуни, порослі мохом і травою. На передньому плані, за двома великими валунами, росте дуб, листя якого освітлені сонцем. На дальньому краї галявини видна фігурка жінки, яка сидить. Вдалині, біля лівого краю полотна, під затягнутим хмарами небом видніється невеликий шматочок моря.